# 迪克森 (澳大利亞國會選區)
迪克森選區（英語：Division of Dickson），是澳大利亞昆士蘭州的下議院選區，位於該州州府布里斯班以北、包括摩頓灣區政府西南部。面積722平方公里。
選區始於1992年，名字是紀念第十三任州長、首任聯邦國防部長詹姆斯·迪克森。本區是工黨和自由黨競爭的選區。2001年起當區議員是同時身為全國的自由黨、昆士蘭的昆士蘭自由國家黨的领袖彼德·達頓。